# فهرست شخصیت‌های بازی تاج‌وتخت
شخصیت‌های مجموعه تلویزیونی فانتزی قرون وسطایی بازی تاج‌وتخت بر اساس همتایان مربوط خود از مجموعه رمان‌های ترانه یخ و آتش نوشته جرج آر. آر. مارتین ساخته شده‌اند. این سریال در دنیایی تخیلی اتفاق می‌افتد که تاکنون از آن به عنوان «دنیای شناخته‌شده» یاد می‌شود، این سریال یک جنگ داخلی بر سر تخت آهنین قاره وستروس را دنبال می‌کند که خانواده‌های سلطنتی و نجیب‌زادگان رقیب و حامیان آن‌ها درگیر آن هستند.

## بازیگران

### بازیگران اصلی
= بازیگر اصلی 
  = بازیگر دوره‌ای (۳+)
  = بازیگر مهمان (۱–۲)
| بازیگر             | شخصیت                   | حضور       | حضور   | حضور   | حضور   | حضور   | حضور   | حضور   | حضور |
| بازیگر             | شخصیت                   | ۱          | ۲      | ۳      | ۴      | ۵      | ۶      | ۷      | ۸    |
| ------------------ | ----------------------- | ---------- | ------ | ------ | ------ | ------ | ------ | ------ | ---- |
| شان بین            | ادارد «ند» استارک       | اصلی       |        |        |        |        | دوره‌ای | مهمان  |      |
| مارک ادی           | رابرت براتیون           | اصلی       |        |        |        |        |        |        |      |
| نیکلای کاستر والدو | جیمی لنیستر             | اصلی       | اصلی   | اصلی   | اصلی   | اصلی   | اصلی   | اصلی   | اصلی |
| میشل فرلی          | کتلین استارک            | اصلی       | اصلی   | اصلی   |        |        |        |        |      |
| لینا هیدی          | سرسی لنیستر             | اصلی       | اصلی   | اصلی   | اصلی   | اصلی   | اصلی   | اصلی   | اصلی |
| امیلیا کلارک       | دنریس تارگرین           | اصلی       | اصلی   | اصلی   | اصلی   | اصلی   | اصلی   | اصلی   | اصلی |
| ایان گلن           | جورا مورمنت             | اصلی       | اصلی   | اصلی   | اصلی   | اصلی   | اصلی   | اصلی   | اصلی |
| هری لوید           | ویسریس تارگرین          | اصلی       |        |        |        |        |        |        |      |
| کیت هرینگتون       | جان اسنو                | اصلی       | اصلی   | اصلی   | اصلی   | اصلی   | اصلی   | اصلی   | اصلی |
| ریچارد مدن         | راب استارک              | اصلی       | اصلی   | اصلی   |        |        |        |        |      |
| سوفی ترنر          | سانسا استارک            | اصلی       | اصلی   | اصلی   | اصلی   | اصلی   | اصلی   | اصلی   | اصلی |
| میسی ویلیامز       | آریا استارک             | اصلی       | اصلی   | اصلی   | اصلی   | اصلی   | اصلی   | اصلی   | اصلی |
| آلفی آلن           | تیان گریجوی             | اصلی       | اصلی   | اصلی   | اصلی   | اصلی   | اصلی   | اصلی   | اصلی |
| ایزاک همپستد رایت  | برن استارک              | اصلی       | اصلی   | اصلی   | اصلی   |        | اصلی   | اصلی   | اصلی |
| جک گلیسون          | جافری براتیون           | اصلی       | اصلی   | اصلی   | اصلی   |        |        |        |      |
| روری مک‌کین         | سندور «سگ شکاری» کلگین  | اصلی       | اصلی   | اصلی   | اصلی   |        | اصلی   | اصلی   | اصلی |
| پیتر دینکلیج       | تیریون لنیستر           | اصلی       | اصلی   | اصلی   | اصلی   | اصلی   | اصلی   | اصلی   | اصلی |
| جیسون موموآ        | کال دروگو               | حاضر       | حاضر   |        |        |        |        |        |      |
| آیدان گیلن         | پیتر «انگشت کوچک» بیلیش | اصلی       | اصلی   | اصلی   | اصلی   | اصلی   | اصلی   | اصلی   |      |
| لیام کانینگهام     | داوس سی‌ورث              |            | اصلی   | اصلی   | اصلی   | اصلی   | اصلی   | اصلی   | اصلی |
| جاش بردلی          | سمول تارلی              | دوره‌ای     | اصلی   | اصلی   | اصلی   | اصلی   | اصلی   | اصلی   | اصلی |
| استیون دیلین       | استنیس براتیون          |            | اصلی   | اصلی   | اصلی   | اصلی   |        |        |      |
| کاریس فن هاوتن     | ملیساندره               |            | اصلی   | اصلی   | اصلی   | اصلی   | اصلی   | اصلی   | اصلی |
| جیمز کازمو         | جیور مورمونت            | دوره‌ای     | اصلی   | اصلی   |        |        |        |        |      |
| جروم فلین          | بران                    | دوره‌ای     | اصلی   | اصلی   | اصلی   | اصلی   | اصلی   | اصلی   | اصلی |
| کنلت هیل           | واریس                   | دوره‌ای     | اصلی   | اصلی   | اصلی   | اصلی   | اصلی   | اصلی   | اصلی |
| سیبل ککیلی         | شی                      | مهمان      | اصلی   | اصلی   | اصلی   |        |        |        |      |
| ناتالی دورمر       | مارجری تایرل            |            | اصلی   | اصلی   | اصلی   | اصلی   | اصلی   |        |      |
| چارلز دنس          | تایوین لنیستر           | دوره‌ای     | اصلی   | اصلی   | اصلی   | اصلی   |        |        |      |
| اونا چاپلین        | تالیسا میگیر            |            | دوره‌ای | اصلی   |        |        |        |        |      |
| رز لزلی            | ییگریت                  |            | دوره‌ای | اصلی   | اصلی   |        |        |        |      |
| جو دمپسی           | گندری                   | مهمان      | دوره‌ای | اصلی   |        |        |        | اصلی   | اصلی |
| کریستوفر هیویو     | تورموند جاینتسبین       |            |        | دوره‌ای | اصلی   | اصلی   | اصلی   | اصلی   | اصلی |
| گوئندولین کریستی   | برین تارث               |            | دوره‌ای | دوره‌ای | اصلی   | اصلی   | اصلی   | اصلی   | اصلی |
| ایوان ریان         | رمزی بولتون             |            |        | دوره‌ای | اصلی   | اصلی   | اصلی   |        |      |
| هانا موری          | گیلی                    |            | دوره‌ای | دوره‌ای | اصلی   | اصلی   | اصلی   | اصلی   | اصلی |
| میخیل هایسمان      | داریو ناهاریس           |            |        | دوره‌ای | دوره‌ای | اصلی   | اصلی   |        |      |
| ناتالی امانوئل     | میساندی                 |            |        | دوره‌ای | دوره‌ای | اصلی   | اصلی   | اصلی   | اصلی |
| دین-چارلز چپمن     | تامن براتیون            | دوره‌ای     | دوره‌ای |        | دوره‌ای | اصلی   | اصلی   |        |      |
| ایندیرا وارما      | الاریا سند              |            |        |        | دوره‌ای | اصلی   | اصلی   | اصلی   |      |
| تام ولاشیها        | جکن هگار                | بدن دوتایی | دوره‌ای |        |        | اصلی   | اصلی   |        |      |
| مایکل مک‌الاتون     | روس بولتون              |            | دوره‌ای | دوره‌ای | مهمان  | اصلی   | اصلی   |        |      |
| جاناتان پرایس      | های اسپارو              |            |        |        |        | دوره‌ای | اصلی   |        |      |
| جیکوب اندرسون      | کرم خاکستری             |            |        | دوره‌ای | دوره‌ای | دوره‌ای | دوره‌ای | دوره‌ای | اصلی |

یادداشت‌ها
1. ↑  در فصل ششم، ند استارک توسط بازیگران دوره‌ای به نام‌های سباستین کرافت و رابرت آرمایو در صحنه‌های فلش‌بک به تصویر کشیده شده‌است.
2. ↑  در فصل هفتم، ند استارک توسط بازیگر مهمان رابرت آرامایو در یک صحنه فلش‌بک به تصویر کشیده شده‌است.
3. ↑  در فصل پنجم، سرسی لنیستر در یک صحنه فلش‌بک توسط یک بازیگر مهمان به نام نل ویلیامز نیز تصویر کشیده شده‌است.
4. ↑  جیسون موموآ تنها در یک قسمت از فصل دوم ظاهر می‌شود، اگرچه به عنوان یکی از بازیگران اصلی شناخته می‌شود.
5. ↑  کاریس فن هاوتن تنها در یک قسمت از فصل هشتم ظاهر می‌شود، اگرچه به عنوان یکی از بازیگران اصلی شناخته می‌شود.
6. ↑  چارلز دنس تنها در یک قسمت از فصل پنجم ظاهر می‌شود، اگرچه به عنوان یکی از بازیگران اصلی شناخته می‌شود.
7. ↑  در فصل سوم، داریو ناهاریس توسط بازیگری دوره‌ای به نام اد اسکرین به تصویر کشیده شده‌است.
8. ↑  در فصل یک و دو، تامن براتیون توسط بازیگری دوره‌ای به نام کالوم واری به تصویر کشیده شده‌است.

## شخصیت‌ها
| نام شخصیت | نام و تلفظ انگلیسی                         | نام بازیگر                                                            | فصل‌ها         | فصل‌ها به عنوان بازیگر مهمان | شمار قسمت‌ها | وضعیت در سریال |
| --- | ------------------------------------------ | --------------------------------------------------------------------- | ------------- | --------------------------- | ----------- | -------------- |
| |                                            |                                                                       |               |                             |             |                |
| تیریون لنیستر | Tyrion Lannister /ˈtɪrɪən ˈlænɪstər/       | پیتر دینکلیج                                                          | ۱–۸           | –                           | ؟           | زنده           |
| تیریون لنیستر ملقب به «ایمپ» (یعنی جنی)، برادر کوچکتر سرسی و جیمی لنیستر است. او یک کوتوله است و مادرش هنگام تولد او مرده‌است، به خاطر همین پدرش، تایوین لنیستر، او را سرزنش می‌کند. با وجود این که او از نظر جسمی توانا نیست ولی ذهن باهوش و زیرکی دارد و همیشه از این واقعیت که دیگران او را دست کم می‌گیرند برای پیشرفت خود استفاده می‌کند. در آغاز او نسبت به استارک‌ها هیچ نیت بدی ندارد. اما بعدها خشم او نسبت به بانو کاتلین باعث پیوستن او به جنگ پدرش علیه استارک‌ها می‌شود زیرا او به اتهام قتل جان آرین و توطئه برای کشتن بران استارک (پسر کوچک بانو کتلین) دستگیر و محاکمه می‌شود، در حالی که در هر دو مورد هیچ اطلاع و نقشی ندارد. در پایان جنگ ارتش لنیستر با ارتش راب استارک، پس از دستگیری جیمی لنیستر، آن‌ها مطلع می‌شوند که شاه جافری ند استارک را علی‌رغم خواستهٔ استارک‌ها کشته‌است و برادران رابرت ادعای جافری را در مورد تخت پادشاهی به چالش کشیده‌اند. برای ایجاد اطمینان از این که شخص مطمئنی جافری را (درحالی که با مسایل مربوط به جنگ سروکار دارد) کنترل می‌کند، تایوین، تیریین را به جای خودش برای قانون‌گذاری به عنوان دست پادشاه (نخست‌وزیر در هفت پادشاهی) به پایتخت (مقر پادشاهی) می‌فرستد و در نهایت متوجه هوش و زیرکی پسر کوچک خود می‌شود. او وارد پایتخت می‌شود و فوراً وارد ستیزی بر سر قدرت با سرسی و جافری می‌شود. او با ارتش کوچک خود متشکل از قبیله نشینان تپه‌های اطراف و دوست مزدورش بران دیده‌بانی شهر را رهبری می‌کند و او یکی از قدرتمندترین مردان شهر می‌شود. تیریون پیش از ورود ناوگان دریایی استنیس به آبهای پایتخت، نقشه‌ای با انبار کردن مقدار بسیار زیادی از ماده به نام آتش وحشی (وایلد فایر) طراحی می‌کند و پس از ورود کشتی‌های ناوگان استنیس به آبهای پایتخت همهٔ این مواد منفجره با یک کشتی به میان کشتی‌های دشمن می‌فرستد. بران آتش وحشی (وایلد فایر) را با تیری آتشین منفجر می‌کند که باعث انفجاری بزرگ می‌شود که نیمی از نیروهای استنیس را نابود می‌کند. هنگامی که امید و روحیه مردم و سربازان پایتخت پس از این که شاه جافری آن‌ها را ترک کرده‌است؛ از بین رفته؛ تیریون سربازان را دوباره جمع می‌کند و هجوم شگفت‌انگیزی را در برابر محاصره کنندگان ترتیب می‌دهد. در طول نبرد به دست یکی از سربازان خودی گارد سلطنتی تحت فرمان سرسی لنیستر به او خیانت می‌شود؛ اما به دست یکی از سربازان سلحشورش پادریک پاین نجات پیدا می‌کند و بیهوش می‌شود. دقیقاً در آخرین لحظه که سرسی با پسر کوچکش تامن قصد خودکشی با سم را دارد لشگری به فرماندهی پدرش از راه می‌رسد و استنیس شکست می‌خورد و مجبور به عقب‌نشینی می‌شود. تیریون هنگامی که پس از پایان نبرد به هوش می‌آید، می‌فهمد که پدرش مقام دست پادشاه را تصرف کرده‌است و تمام قدرت و منصبی که به دست آورده بود را از او گرفته‌است و او را در خانهٔ کوچکی حبس کرده‌است. به علاوه از او برای نقشی که در کمک به دفاع از پایتخت داشت قدردانی نمی‌شود. در پاسخ به این رفتارها و بازگشت او به عقب معشوقه‌اش شِی به او می‌گوید وستروس را ترک کند. اما تیریین همچنان می‌خواهد بماند تا وقتی که بتواند چیزی را که به او برتری دهد و مورد علاقه‌اش باشد را پیدا کند و پدرش او را مجبور می‌کند تا با سانسا استارک ازدواج کند. او بعدها متهم به قتل شاه جافری شد و به حکم دادگاه ۳ نفره کینگز لندیگ (که یکی از این سه نفر تایوین لنیستر، پدر تیریون بود) به اعدام محکوم شد که بعدها توسط جیمی لنیستر (برادر تیریون لنیستر) از زندان به صورت مخفیانه آزاد شد تا از مقر پادشاهی فرار کند اما تیریون قبل از ترک کینگز لندیگ پدرش (تایوین لنیستر) را به قتل رساند. او به همراه لرد واریس به سمت میرین شهر فرمانروایی ملکه دنریس تارگرین رفت تا به عنوان مشاور به وی خدمت کند. اما جورا مورمونت که توسط دنریس به جرم خیانت تبعید شده بود او را می‌دزدد تا به عنوان هدیه نزد دنریس تارگرین ببرد تا اورا ببخشد اما نمی‌دانست که مقصد او هم میرین بوده پس از درگیری با آدم‌های سنگی و گرفتار شدن در دام برده داران به میرین می‌رسد و به عنوان دست ملکه خدمت می‌کند آنها پس از جنگ بزرگ به سمت کینگز لندینگ می‌رود و اما در بین راه میفمد که برادرش دستگیر شده او را نجات می‌دهد و از او می‌خواهد که به کینگز لندینگ برود و که در زمان جنگ بین سرسی و دنریس زنگ را به صدا در بیاورد تا دنریس شهر را به آتش نکشد اما دنریس شهر را به خاک و خون می‌کشد و ردکیپ و دیگر خانه هارا نابود می‌کند بنابراین تیریون از مقام خود استعفا می‌دهد و بعد توسط دنریس به جرم خیانت و آزاد کردن جیمی دستگیر می‌شود و از کشته شدن دنریس توسط معشوقه اش جان اسنو آزاد می‌شود و پس از انتخاب برندون استارک به عنوان حاکم شش قلمرو دست و مشاور عالی او می‌شود |                                            |                                                                       |               |                             |             |                |
| |                                            |                                                                       |               |                             |             |                |
| |                                            |                                                                       |               |                             |             |                |
| سرسی لنیستر | Cersei Lannister /ˈsɜrsi ˈlænɪstər/        | لینا هیدی                                                             | ۱–۸           | –                           | ؟           | مرده           |
| سرسی لنیستر، ملکه هفت اقلیم وستروس، همسر شاه رابرت براتیون می‌باشد. او و برادرش از بچگی با هم رابطه جنسی عاشقانه داشته‌اند. با وجود این او مدعی است که در ابتدای ازدواجش با رابرت عاشق او بوده‌است اما پس این که می‌فهمد رابرت هنوز عاشق لیانا استارک است، از رابرت بیزار می‌شود. او و رابرت یک پسر داشتند، که در دروان شیرخوارگی بر اثر یک بیماری ناشناخته مرد. سه فرزند کنونی او در اصل فرزندان او و برادرش جیمی هستند، گرچه آن‌ها به‌طور رسمی متعلق به رابرت براتیون هستند. او تنها برای قدرت و پیشرفت خانواده‌اش نگران است و در این زمینه تلاش می‌کند. در تمام مدت فصل دوم، برادرش تیریون، که به عنوان دست پادشاه خدمت می‌کند؛ سیاست‌های سرسی را تغییر می‌دهد و به فرمان‌های نابخردانه او پایان می‌دهد. او به خاطر توجه پدرش به تیریون، زندانی بودن جیمی در دست استارک‌ها و ازدواج اجباری و ترتیب داده شده دخترش در دورن، آزرده خاطر می‌شود. سرسی از کمک به برادرش تیریون سر باز می‌زند در حالی که به مستی افتاده‌است. او در طول محاصره مقر فرمانروایی، او تلاش می‌کند تا خود و پسرش تامن را بکشد تا به دست استنیس نیفتند تا این که نیروهای تایوین مقر فرمانروایی را به موقع نجات می‌دهند. او به عنوان ملکه مادر نزد تامن و جافری می‌ماند اما در دوران قدرت افراطی‌ها و گنجشک‌ها او به جرم زنا و دروغ در پیشگاه خدایان زندانی می‌شود و برای دادن کفاره عریان از سپت اعظم تا ردکیپ با حضور مردم حرکت می‌کند که این موجب خشمش می‌شود و در روز دادگاه اصلی با وایلد فایر سپت اعظم و تمام افراد حاضر در آن را به هوا می‌فرستد. تامن که تحت تأثیر خدایان و گنجشک اعظم قرار گرفته بود دست به خودکشی می‌زند و با مرگ او وی ملکه هفت قلمرو می‌شود و او پیشنهاد صلح موقت دنریس برای جنگ بزرگ را نمی‌پذیرد و پس از پیروزی انسان‌ها در جنگ بزرگ، دنریس کینگزلندینگ را نابود می‌کند و سرسی همراه با برادر و معشوقه اش جیمی در زیر آوارها مدفون می‌شود. |                                            |                                                                       |               |                             |             |                |
| |                                            |                                                                       |               |                             |             |                |
| جیمی لنیستر | Jaime Lannister /ˈdʒeɪmi ˈlænɪstər/        | نیکولای کاستر-والدو                                                   | ۱–۸           | –                           | ؟           | مرده           |
| سر جیمی لنیستر یکی از اعضای محافظین پادشاه است و یک شمشیرزن به‌طور استثنایی ماهر است. او برادر دوقلوی ملکه است و در تمام طول زندگی‌اش با او رابطه جنسی عاشقانه داشته‌است. او پدر اصلی سه فرزند زندهٔ سرسی می‌باشد. او واقعاً عاشق خواهرش است و هر کاری را بدون توجه به این که آن کار عواقبی دارد انجام می‌دهد تا پیش او باقی بماند. او ملقب به شاهکش است چون او پادشاه پیشین، ایریس دوم را کشت؛ کسی که سوگند خورده بود تا از او حفاظت کند. به اجازه داده شد تا مقام خود را در طول حکمرانی پادشاه جدید حفظ کند زیرا او و پدر با نفوذش به رابرت کمک کردند تا در جنگ پیروز شود. اما هیچ‌کس احساس نمی‌کرد که او سزاوار این مقام است. با وجود دشمنی ادارد استارک علیه او به خاطر شکستن سوگندش در حفاظت از پادشاه در طول شورش رابرت، جیمی احترام فراوانی برای ادارد قایل است و او را جنگجویی بزرگ و همسان با خودش می‌داند. برخلاف پدر و خواهرش جیمی خیلی مراقب برادر کوچکتر خود تیریون است. هنگامی که تیریون توسط کتلین دستگیر می‌شود، جیمی با ادارد (همسر کتلین) روبرو و با او درگیر می‌شود. اما با وجود ناخرسندی جیمی؛ یکی از سربازانش دخالت می‌کند و با نیزه به ادارد حمله می‌کند؛ که در نتیجه جیمی به سرباز حمله می‌کند و به ادارد اجازه می‌دهد تا زنده بماند. جیمی بعداً با رهبری یک لشکر به ارتش پدرش در سرزمین‌های رودخانه، برای انتقام از کتلین، می‌پیوندد. اما لشکر او در کمین سربازان راب غافلگیر می‌شود و جیمی اسیر استارک‌ها می‌گردد. با وجود دستگیری جیمی، سرسی پس از برکنار شدن باریستان سلمی او را فرمانده ارشد محافظین پادشاه می‌نامد. در فصل دوم، کتلین جیمی را آزاد می‌کند و وا را تحت مراقبت بریِنِ تارث برای مبادله با دخترش به مقر فرمانروایی (پایتخت) می‌فرستد. |                                            |                                                                       |               |                             |             |                |
| |                                            |                                                                       |               |                             |             |                |
| دنریس تارگرین | Daenerys Targaryen /dəˈnɛərɪs tɑrˈɡɛərɪən/ | امیلیا کلارک                                                          | ۱–۸           | –                           | ؟           | مرده           |
| دنریس تارگرین شاهدخت تبعید شده خاندان تارگرین است. دنریس با نام «زاده طوفان» نیز شناخته می‌شود. دنریس و برادرش ویسریس در پایان شورش رابرت به شکل قاچاقی به اسوس منتقل شدند. دنریس هفده سال تحت مراقبت ویسریس بوده‌است. دنریس از برادرش می‌ترسد چون همیشه از او سوءاستفاده می‌کند. ویسریس برای فراهم کردن یک ارتش خواهرش را به ازدواج یک جنگ سالار قدرتمند اهل دوتراکی به نام کال دروگو درمی‌آورد و او را کالیسی، ملکه دوتراکی، می‌کند. او در ابتدا از شوهرش می‌ترسد ولی پس از فهمیدن چگونگی ارضای جنسی او و آموختن زبان دوتراکی، موفق به مدیریت آن‌ها دربرداشتن موانع پیش رو می‌شود. او کم‌کم دروگو را می‌شناسد و پس از این که به هوش، قدرت رهبری و مهربانی دروگو پی می‌برد، واقعاً عاشق او می‌شود. دنریس پس از پذیرش فرهنگ دوتراکی‌ها در برابر برادرش جسور و سرکش می‌شود. او از دروگو باردار می‌شود. فرزند آن‌ها پسری است که دوتراکی‌ها در مورد او پیش‌گویی کرده‌اند که «استالیونِ سوار بر جهان» خواهد شد. دروگو پس از مرگ برادر دنریس و تلاش برای کشتن دنریس به دستور رابرت براتیون، به دنریس قول می‌دهد هفت اقلیم پادشاهی را برای او و پسرشان تسخیر خواهد کرد. اما در هنگام سفر آن‌ها دروگو دچار مسمومیت خونی ناشی از جراحت در یکی از جنگ‌ها با قبایل سرکش دوتراکی می‌شود. دنریس ناگزیر به درخواست کمک از یک شفادهنده به نام میری مز دور می‌شود تا با جادوی خونی جان دروگو را نجات دهد. میری با درخواست جان پسر متولد نشدهٔ دنریس به عنوان قربانی برای نجات دروگو، قرار دادن دروگو در حالت جنون و وادار کردن دنریس به کشتن شوهرش؛ دنریس را فریب می‌دهد. دنریس به خاطر از دست دادن پسر و شوهرش میری را با سوزاندن در آتش مجازات می‌کند. همچنین سه تخم اژدهایی که به عنوان هدیه عروسی دریافت کرده بود را نیز بر روی جسد دروگو می‌گذارد و خود وارد آتش می‌شود. در پایان آن شب و پس از خاموش شدن آتش تنها کالیسی و سه اژدها باقی می‌مانند. دنریس و باقیماندهٔ قبیلهٔ همسرش باید برای حفاظت از خودشان و ادعای دوبارهٔ برای تصاحب تخت آهنین متحدینی پیدا می‌کردند. او نخستین زنی می‌شود که رهبری دوتراکی را بر عهده می‌گیرد. او در فصل دوم در منطقهٔ رد ویست در گستره‌ای بیابانی گم می‌شود. سرانجام دنریس و کالاسارش (قبیله همراهش) سر از کارث درمی‌آورند جایی که اشراف و بزرگان آنجا به اژدهایان دنریس بیشتر از تصمیم او در تصاحب وستروس علاقه دارند. در کارث سه اژدهای دنریس توسط پیات پری به سرقت می‌رود و دنریس رای باز پس‌گیری آن‌ها باید به خانهٔ نامیراها (کسانی که نمی‌میرند) برود. او این کار انجام می‌دهد، پیات را می‌کشد و اژدهایان را آزاد می‌کند. در پایان فصل دوم او میزبانش خارو خوان داخوس را به جرم کمک کردن به پیات زندانی می‌کند و او و همراهانش تا آنجایی که می‌توانند کاخ خارو را چپاول می‌کنند تا بتوانند یک کشتی بخرند. دنریس تارگرین عمه جان استارک پادشاه شمال است. |                                            |                                                                       |               |                             |             |                |
| |                                            |                                                                       |               |                             |             |                |
| |                                            |                                                                       |               |                             |             |                |
| |                                            |                                                                       |               |                             |             |                |
| جان اسنو | Kit Harington /ˈdʒɒn ˈsnoʊ/                | کیت هرینگتون                                                          | ۸–۱           | –                           | ۴۹          | زنده           |
| جان اسنو حرامزاده وینترفل و فرزند نامشروع ند استارک پادشاه شمال است که به نگهبانان شب می‌پیوندد. اسنو در واقع لقبی است که در شمال به حرامزاده‌ها داده می‌شود که در واقع خاندان مشخصی ندارند. جان یک جنگجوی با استعداد است، اما حس مهربانی و عدالت‌خواهی او باعث درگیر شدنش با محیط خشن اطراف می‌شود. ند استارک مدعی است که مادر جان دایه‌ای به نام وایلا بود است. گرگ او به خاطر پوست سفیدش و خاصیت بی سر و صدا بودنش «گوست» (روح) نام دارد. در فصل اول می‌بینیم که او مدتهاست خود را برای پیوستن به نگهبانان شب آماده می‌کند و سرانجام به‌همراه عمویش بنجن استارک که او هم عضو نگهبانان شب است به سمت کسل بلک (قلعه سیاه) محل استقرار نگهبانان شب راهی می‌شود. بعد از مدتی اقامت در آنجا جان می‌فهمد که نگهبانان شب دیگر یک نیروی نظامی باشکوه نیستند و اکنون بیشتر از افراد طرد شده از جامعه مانند مجرمان و تبعیدی‌ها تشکیل شده‌است. در ابتدا او به خاطر حرامزاده بودنش پیش همقطارانش احساس خفت می‌کند اما غرورش را کنار می‌گذارد و با تازه سربازان نگهبانان شب به ویژه با سَـم تارلی دوست می‌شود پس از آن آن‌ها در برابر سرگروهبان ستمگر نگهبانان شب با او متحد می‌شوند. سپس او در برابر خدایان پیمان می ببندد و رسماً عضوی از نگهبانان شب می‌شود. سرگروهبان ستمگر برای ناامید کردنش او را به جای جنگجو به عنوان مباشر فرمانده لرد جور مورمنت تعیین می‌کنند سپس او با کشتن مهاجمی که قصد کشتن مورمنت را داشت، زندگی او را نجات می‌دهد. این موجود مهاجم جسدی است که توسط وایت واکرها دوباره زنده شده‌است. او در پاداش این کارش شمشیر نیایی خاندان مورمنت را موسوم به، لانگ کلاو (چنگال‌دراز) دریافت می‌کند که از استیل والریایی ساخته شده و می‌تواند وایت واکرها را بکشد. پایان فصل اول وقتی که ند استارک به دروغ و بخاطر خیانت دستگیر می‌شود، جان بر سر دوراهی وفاداری به پیمانش در نگهبانی شب یا کمک به خانواده‌اش قرار می‌گیرد. پس از اعدام شدن پدرش ند، جان تلاش می‌کند که به ارتش برادرش راب بپیوندد و انتقام مرگ پدرش را بگیرد اما دوستانش او را راضی می‌کنند که این کار را نکند. در فصل دوم او به نیروی بزرگ مورمنت در آن سوی دیوار (نام محل آمادگی و استقرار نگهبانان شب) می‌پیوندد و جزو دستهٔ کوچکی است که از ارتش مورمنت جدا شدند. هنگامی که این گروه از نیروها توسط وحشی‌ها گرفتار می‌شوند؛ جان دستور می‌گیرد تا از نگهبانان شب جدا شود و به وحشی‌ها بپیوندد تا از نقشه‌های آن‌ها مطلع شود. در فصل سوم او به عنوان جاسوس نگهبانان شب در بین وحشی‌ها زندگی می‌کند و در آنجا با یک دختر وحشی به اسم ایگریت آشنا می‌شود و عاشق او می‌شود و پیمان خود در نگهبانان شب مبنی بر رابطه نداشتن با هیچ زنی می‌شکند. در فصل چهارم بعد از فرار کردن از دسته وحشی‌ها به کسل بلک (قلعه سیاه) و برمیگردد و به عنوان یک جنگجو به زندگی اش ادامه می‌دهد. در فصل پنجم فرمانده نگهبانان شب می‌شود و برای نجات وحشی‌ها و مقابله با وایت واکرها با وحشی‌ها که هزاران سال است با نگهبانان شب دشمن هستند پیمان صلح می‌بندد و همین سبب می‌شود گروهی از نگهبانان شب با او دشمن بشوند و سرانجام او به دست همان عده‌ای که دشمن او هستند به قتل می‌رسد. در فصل ششم ولی توسط بانوی قرمز ملیساندره زنده می‌شود و بخاطر خیانتی که به او شده تصمیم به ترک کسل بلک (قلعه سیاه) می‌گیرد و در همین حین خواهرش سانسا می‌خواهد که او و جان شمال را از چنگال رمزی بولتون در بیاورند. در آخر جان و خواهرش سانسا با متحد کردن خانواده‌های شمالی موفق به فتح شمال و بازپس‌گیری وینترفل می‌شوندو در نهایت به انتخاب شمالی‌ها جان اسنو حرامزاده وینترفل پادشاه شمال می‌شود. در آخرین قسمت فصل ششم مشخص می‌شود که جان اسنو نه تنها یک حرامزاده نیست بلکه از یک خانواده با اصل و نسب است! (اصلاحیه: اینکه جان اسنو حرامزاده محسوب نمی‌شود و حاصل ازدواج قانونی ریگار تارگرین و لیانا استارک است را در فصل هفتم، قسمت پنجم متوجه می‌شویم، در صحنه‌ای گیلی همسر سمول که در سیتادل مستقر شده‌اند کتابی را می‌خواند که در آن یک سپتون به طلاق ریگار تارگرین از الینا مارتل و ازدواج قانونی ریگار و لیانا اشاره می‌کند) مادر او لیانا استارک (خواهر ند استارک) و پدرش ریگار تارگرین (ولیعهد هفت اقلیم و برادر بزرگتر دنریس تارگرین) است که ند استارک بنابر خواسته خواهرش لیانا به او قول می‌دهد که از پسرش جان محافظت کند و ند هم مجبور می‌شود برای اینکار به همه دروغ بگوید که جان از یک رابطه نامشروع میان او و زن دیگری است. دنریس تارگرین عمهٔ جان اسنو است. |                                            |                                                                       |               |                             |             |                |
| |                                            |                                                                       |               |                             |             |                |
| جورا مورمنت | Jorah Mormont /ˈdʒɔrə ˈmɔrmənt/            | ایان گلن                                                              | ۱–۸           | –                           | ؟           | مرده           |
| سِر جورا مورمنت شوالیهٔ تبعیدی در خدمت دنریس تارگرین و پسر نگهبان شب، جور مورمنت است. او برای تأمین مخارج زندگی اشرافی گرایانه همسرش، شکارچیان زمین‌هایش را به بازرگانان برده دار می‌فروخت که در هفت اقلیم کاری غیرقانونی است. او برای مجازات نشدن توسط لرد ادارد استارک به اسوس می‌گریزد و شیوه زندگی دوتراکی را می‌آموزد. دوتراکی‌ها او را می‌پذیرند و او را به عنوان «جورا اندال» می‌شناسند. جورا به عنوان مشاور در مسائل سیاسی و فرهنگی اسوس و هفت اقلیم نزد دنریس خدمت می‌کند. در حقیقت او در قبال بخشش جرم‌هایش در حال خبرچینی از تارگرین‌ها برای لرد واریس است. اما پس آشنایی بیشتر با دنریس، عاشق او می‌شود و تصمیم می‌گیرد به او کمک کند تا او بتواند تخت آهنین را بازیابد. جواره پس از بیوه شدن دنریس در کنار او می‌ماند و شوالیه نخست «محافظین ملکه» می‌شود. او در طول فصل دوم به عنوان مشاور به دنریس در اثبات ادعایش درحق ارثی‌اش برای ملکه بودن کمک می‌کند. در پایان در نبرد وینترفل اپیزود ۳ فصل ۸ در دفاع از دنریس توسط مردگان کشته می‌شود |                                            |                                                                       |               |                             |             |                |
| |                                            |                                                                       |               |                             |             |                |
| پیتر بیلیش | Petyr Baelish /ˈpi:tər ˈbeɪlɨʃ/            | آیدان گیلن                                                            | ۱–۷           | –                           | ؟           | مرده           |
| لرد پیتر بِیلیش ملقب به «انگشت کوچک» ارباب سکه یا خزانه دارِ «شورای کوچک» شاه رابرت براتیون است. او با کتلین تالی بزرگ شده‌است و به او علاقه‌مند است. پیتر با آگاهی از امور جاری دستگاه حاکمهٔ هفت اقلیم پادشاهی به لطف خبرچین‌هایش، بر اخبار دربار کنترل دارد. درحالی که پیتر وانمود می‌کند که هم پیمان ند استارک است ولی پنهانی از ند به خاطر ازدواج با کتلین بیزار است. به همین دلیل هنگام تلاش ند استارک برای بازداشت سرسی و جافری به ند خیانت می‌کند. با وجود این او قصد دارد تخت آهنین را برای مجازات اشراف قدرتمندی که به او با دیده تحقیر می‌نگرند، تصاحب کند. در طول فصل دوم او کتلین را متقاعد می‌کند تا جیمی را برای مبادله با دخترهایش آزاد کند. پیتر پیمانی بین خاندان لنیستر و خاندان تایرل برقرار می‌کند. سپس او برای نجات شهر همراه سپاه تایرل به موقع به مقر فرمانروایی می‌رسد. به پاس تلاش‌هایش فرمانروایی هارن‌هال به او داده می‌شود. در فصل چهارم پس از مسموم شدن جافری در مراسم عروسی، به سانسا استارک کمک می‌کند که از مقر فرمانروایی بگریزد. مستندات قوی در فصل‌های چهار تا هفت موجود است که نشان می‌دهد لرد بیلیش مرگ خود را جعل کرده تا از دست برن بگریزد. |                                            |                                                                       |               |                             |             |                |
| |                                            |                                                                       |               |                             |             |                |
| تایوین لنیستر | Tywin Lannister /ˈtaɪwɨn ˈlænɨstər/        | چارلز دنس                                                             | ۱–۴           | ۱                           | ۲۶          | مرده           |
| تایوین لنیستر، لرد کسترلی راک و سرزمین‌های غربی و محافظ غرب است. تایوین مردی حسابگر، بی رحم و ناظر بر پیرامونش است. او همچنین دست پادشاه پیشین، ایریس دوم بوده‌است. او پدر سرسی، جیمی و تیریون است. پس از دستگیری ادارد استارک جافری بار دیگر او را دست پادشاه می‌کند. اما پس از اسیر شدن جیمی به دست استارک‌ها، اعدام غیرمنتظره ادارد به دستور جافری و به چالش کشیدن ادعای پادشاهی جافری توسط رنلی و استنیس براتیون؛ تایوین تصمیم می‌گیرد تا پیروزی در جنگ در مقر فرماندهی نیروهایش بماند. او مقام دست پادشاه را به تیریون واگذار می‌کند. تایوین در فصل دوم جنگ را در هارن‌هال ادامه می‌دهد. او فرماندهان تحت امرش را به خاطر سهل انگاری و شکست در برابر ارتش استارک‌ها به رهبری شاه راب استارک نکوهش می‌کند در حالی در آنجا او یک رابطه غیرمحتمل دوستانه با ساقی خود برقرار کرده‌است؛ غافل از آنکه او در اصل آریا استارک است. در اصل او در تکاپوی حمله به نیروهای راب استارک است که به خاطر تصرف وینترفل به دست گریجوی‌ها تمرکز خود را از دست داده‌اند؛ اما نظرش عوض می‌شود و به کمک مدافعان پایتخت می‌شتابد تا نیروهای استنیس براتیون را عقب برانند. او بار دیگر مقام خود را به عنوان دست پادشاه به دست می‌گیرد و برای ایمن‌سازی برقراری اتحاد بین لنیسترها و تایرل‌ها مراتب ازدواج جافری با مارجری تایرل را فراهم می‌کند. در نهایت او توسط پسر خود، تیریون لنیستر به قتل می‌رسد. |                                            |                                                                       |               |                             |             |                |
| |                                            |                                                                       |               |                             |             |                |
| داووس سی‌ورث |                                            | لیام کانینگهام                                                        | ۲–۸           | -                           | ؟           | زنده           |
| سِر داووس سی‌ورث ملقب به «شوالیهٔ پیاز» قاچاقچی و شوالیهٔ سابق است که در رکاب استنیس براتیون خدمت می‌کند. او یکی از معتمدترین مشاوران استنیس است. گفته می‌شود که در روزهای قاچاقچی بودنش کشتی‌ها را در شب بهتر از هر کسی هدایت می‌کرده‌است. پیش از رویدادهای سریال او به خاطر قاچاق ماهی و پیاز در دوران محاصرهٔ استنیس براتیون هنگام شورش رابرت براتیون مقام شوالیه را دریافت کرده‌است. پیش از آن استنیس یک بند از چهار انگشت دست چپ او را به عنوان مجازات بریده بود. او بر این باور است که این انگشت‌ها برای خانواده او آینده بهتری را رقم زده‌است. داووس این انگشت‌ها را برای اینکه معتقد است خوش شانسی می‌آورد، درون یک کیسه دور گردنش نگه می‌دارد. او در فصل دو با وفاداری از ادعای استنیس در تصاحب تخت پادشاهی حمایت می‌کند. صداقت و تمایل داووس در بیان نظرات تغییر ناپذیرش، او را به قابل اعتمادترین مشاور استنیس مبدل می‌کند با وجود آنکه استنیس اغلب از آنچه از او می‌شنود بیزار است. او در نبرد بلک‌واتر پسرش را از دست می‌دهد. |                                            |                                                                       |               |                             |             |                |
| |                                            |                                                                       |               |                             |             |                |
| برن استارک | Bran Stark /ˈbræn ˈstɑrk/                  | ایزاک همپستد رایت                                                     | ۱–۸ (به جز ۵) | –                           | ؟           | زنده           |
| برَن استارک پسر دوم و چهارمین فرزند ادارد و کتلین استارک است. او پس از درگذشت عمویش، براندون به این اسم نام‌گذاری شد. گرگ او سامر نام دارد. در طول بازدید شاه از وینترفل، او به شکل اتفاقی وارد جایی می‌شود که در آن سرسی و برادرش در حال معاشقه و نزدیکی جنسی هستند. به همین دلیل برَن توسط جیمی از پنجره پایین پرت می‌شود. پاهای برَن به دلیل افتادن از ارتفاع زیاد برای همیشه فلج می‌شود. شخصی برای کشتن برَن تلاش می‌کند، اما سامر، گرگ دست آموز همراه برَن؛ قاتل را می‌کشد. هنگامی که بران به هوش می‌آید متوجه می‌شود که از کمر به پایین فلج شده‌است و مجبور است همراه هودور (مستخدم آن‌ها) جا به جا شود. او نمی‌تواند اتفاقی که موجب پرت شدنش شد را پس از به هوش آمدن به یاد بیاورد. او کم‌کم متوجه می‌شود که توانایی دریافت ارتباط با ذهن گرگش را به دست آورده و یک وارگ یا اسکینچینجر شده‌است. وارگ یا اسکینچینجر شخصی است که توانایی ورود به ذهن یک حیوان را دارد و می‌تواند اعمال آن حیوان را کنترل کند. پس از تاج‌گذاری راب در نورث، برَن جانشین راب و فرماندهٔ وینترفل می‌شود. پس از اینکه ثیون گریجوی وینترفل را تصرف می‌کند برَن پنهان می‌شود. ثیون برای محکم کردن ادعای خود بر وینترفل یک پسر یتیم را می‌کشد و به مردم وینترفل اعلام می‌کند که برَن را کشته‌است. پس اینکه اطرافیان ثیون به او خیانت می‌کنند و غارت وینترفل؛ برَن، هودور، ریِکن، اوشا و گرگ‌هایشان به سمت شمال می‌روند تا برادر بزرگترشان، جان اسنو را پیدا کنند. |                                            |                                                                       |               |                             |             |                |
| |                                            |                                                                       |               |                             |             |                |
| سانسا استارک | Sansa Stark /ˈsɑ:nsə ˈstɑrk/               | سوفی ترنر                                                             | ۱–۸           | –                           | ؟           | زنده           |
| سانسا استارک دختر بزرگ و دومین فرزند ادارد و کتلین استارک است. او همچنین همسر آینده شاهزاده جافری است. گرگ او لِیدی نام دارد و کوچک‌ترین گرگ در مقایسه با گرگ‌های خواهر و برادران سانسا است. سانسا دختر ساده و بی‌ریایی است که می‌خواهد مانند شاهزاده خانم‌های پریچهر و افسانه‌ای زندگی کند و از دیدن خشونتی که در واقعیت در پادشاهی وجود دارد بیزار است. هنگامی که گرگ دست آموزش کشت می‌شود رویاهای او شروع به نابود شدن می‌کند و وقتی که پدرش دستگیر می‌شود شرایط بدتر می‌گردد. او به گروگانی در دست لنیسترها برای ایجاد مشروعیت در ادعاهایشان در مورد نورث مبدل می‌گردد. رویاهای ساده و بی‌ریای او سرانجام با اعدام شدن پدرش به دست شاه جافری نابود می‌شود. با وجود این که جافری قول داده بود که از گناه پدر سانسا درمی‌گذرد. سانسا مجبور است یا چاره‌ای بیندیشد یا ستمگری جافری را تحمل کند. در فصل دوم او از بدرفتاری‌های جافری می‌رنجد تا اینکه تیریون به این وضع خاتمه می‌دهد. در پایان فصل دوم جافری قرار نامزدی‌اش با سانسا را می‌شکند و با مارجری تایرل ازدواج می‌کند. اگرچه او همچنان یک گروگان است ولی پیتر بیلیش به او قول می‌دهد که او را به وینترفل برگرداند. |                                            |                                                                       |               |                             |             |                |
| |                                            |                                                                       |               |                             |             |                |
| آریا استارک | Arya Stark /ˈɑrɪə ˈstɑrk/                  | میسی ویلیامز                                                          | ۱–۸           | –                           | ؟           | زنده           |
| آریا استارک دختر کوچک لرد ادارد استارک و بانو کتلین است. همیشه مانند پسرها می‌خواهد تا استفاده از اسلحه را بیاموزد تا اینکه گل دوزی یاد بگیرد. گرگ او نایمریا نام دارد. پس از دستگیری پدرش ادارد استارک او با کمک مربی شمشیرزنی خود، سیریو فورل موفق به فرار از دست لنیسترها می‌شود. او در ادامه به کمک مأمور سربازگیری نگهبانی شب، یورین، به صورت یک پسر یتیم تغییر قیافه می‌دهد به این امید که بتواند او را به وینترفل برگرداند. از این زمان به بعد نام او به آری تغییر پیدا می‌کند. در فصل دوم کاروان یورین مورد حملهٔ نیروهای لنیسترها تحت فرمان شاه جافری؛ که برای پیدا کردن و کشتن حرامزادگان رابرت (شاه پیشین) اقدام کرده‌اند؛ قرار می‌گیرد. او پیش از گرفتار شدن جاکن هاگار و دو نفر دیگر را آزاد می‌کند و جان آن‌ها را نجات می‌دهد. او و سایر افراد گرفتار شده از کاروان یورین را به هارن‌هال می‌فرستند. در هارن‌هال زندانیان و گرفتارشدگان را به‌طور روزانه شکنجه می‌دهند و می‌کشند. هنگامی که تایوین لنیستر به هارن‌هال می‌رسد، فرمان می‌دهد تا کشتن اسرا متوقف کنند و پس از اینکه به دختر بودن آری پی می‌برد، او را به عنوان ساقی و مسئول پر کردن جام شرابش با خود می‌برد. تایوین به سبب زیرکی آریا با او رابطه دوستانه‌ای برقرار می‌کند درحالی که از هویت اصلی او ناآگاه است. آریا دوباره با جاکن روبرو می‌شود و جاکن به او پیشنهاد می‌کند که او سه نفر را انتخاب کند تا در برابر اینکه او جان سه نفر را نجات داده، بکشد. دو نفر اولی که آریا برمی‌گزیند، تیکلر، شکنجه گر هارن‌هال و سر آرموری لورچ هستند. لورچ کسی است که آریا را در حین خواندن یکی از نقشه‌های جنگی تایوین گیر انداخت و می‌خواست تایوین را آگاه کند. جاکن این دو نفر را می‌کشد. مدتی بعد پس از اینکه آریا در پیدا کردن جاکن برای کشتن تایوین ناکام می‌ماند و تایوین برای برای جنگ با راب از هارن‌هال خارج می‌شود. آریا خود جاکن را به عنوان سومین نفری که باید کشته شود انتخاب می‌کند ولی به جاکن قول می‌دهد که از خواسته‌اش صرف نظر کند اگر جاکن به او، گندری و هات پای کمک کند تا آن‌ها از هارن‌هال خارج شوند. پس از اینکه موفق به فرار می‌شوند، جاکن یک سکهٔ آهنی به آریا می‌دهد تا هر وقت خواست جاکن را احضار کند آن را به هر کسی اهل براووس که خواست بدهد و به او بگوید «والار مورگولیس». (همه فناپذیرند.) |                                            |                                                                       |               |                             |             |                |
| |                                            |                                                                       |               |                             |             |                |
| |                                            |                                                                       |               |                             |             |                |
| جافری براتیون | Joffrey Baratheon /ˈdʒɒfrɪ bəˈræθɪɒn/      | جک گلیسون                                                             | ۱–۴           | –                           | ۲۶          | مرده           |
| جافری براتیون «شاهزاده تاج» (وارث تخت و تاج) پادشاهی هفت اقلیم است. او بزرگ‌ترین فرزند سرسی لنیستر است. او بدذات و ستمگر است و سریع به خشم می‌آید و باور دارد که هرکاری دلش خواست می‌تواند بکند چون پادشاه است. گرچه در برابر کسانی که از او نمی‌ترسند ترسو است. او همچنین از این که پدرش رابرت نیست و در واقع جیمی لنیستر است بی‌خبر است. پس از مرگ رابرت لنیسترها برخلاف خواسته رابرت، جافری را پادشاه می‌کنند و جافری تبدیل به حاکمی ستمگر می‌شود که مانند عروسکی در اختیار خواسته‌های مادرش است. او مرتکب اشتباهی می‌شود و ند استارک را اعدام می‌کند. برخلاف خواسته سرسی و سانسا که می‌خواستند جافری در قولش برای عفو ند استارک پایبند باشد. این کار او اوضاع لنیسترها را بدتر می‌کند با وجود اینکه لنیسترها به خاطر اسیر شدن جیمی توسط استارکها درگیر جنگ با آنها هستند و درگیر جدال پادشاهی با عموهای جافری، رنلی و استنیس هستند. او مرتباً به سربازانش فرمان می‌دهد تا سانسا را کتک بزنند. ستمگری و نادانی او در آزار رعیت پس از اینکه فرمان می‌دهد تا همه حرامزادگان پدرش را بکشند او را منفور می‌کند و موجب شورشی می‌شود که جان خودش را به خطر می‌اندازد. هنگامی که استنیس به پایتخت حمله می‌کند، جافری مثل فرماندهان پوشالی عمل می‌کند و از هجوم سنگین خودداری می‌کند. مادر جافری پس از اینکه نبرد به نفع نیروهای استنیس پیش می‌رود جافری را از محل درگیری فرا می‌خواند و به پناهگاه کاخ می‌آورد. این کار به روحیه ارتش آسیب می‌زند. جنگ با شکست استنیس از تایوین و نیروهای تایرل به پایان می‌رسد و مقر فرمانروایی نجات پیدا می‌کند. برای ایجاد اتحاد بین لنیسترها و تایرل‌ها جافری با مارجری تایرل ازدواج می‌کند و نامزدیش با سانسا لغو می‌شود. سرانجام او در روز عروسیش با مارجری تایرل توسط لرد بیلیش مسموم شده و به قتل می‌رسد. |                                            |                                                                       |               |                             |             |                |
| |                                            |                                                                       |               |                             |             |                |
| سَـموِل تارلی | Samwell Tarly /ˈsæmwəl ˈtɑrli/             | جان بردلی-وست                                                         | ۱–۸           | ۱                           | ؟           | زنده           |
| سَموِل تارلی، پسر بزرگ و وارث سابق لُرد رندِل تارلی، تازه سرباز نگهبانی شب می‌باشد. پدرش که به خاطر ترسو بودن سم او را عاق کرده‌است، او را به دیوار (نام محل استقرار و آمادگی نگهبانان شب) فرستاده‌است. پس از این که در دیوار جان اسنو و دیگر افراد در نقشه‌ای تصمیم می‌گیرند در تمرین‌های نظامی به سم سخت نگیرند، سم به بهترین دوست جان تبدیل می‌شود. با وجود اینکه او جنگجو نیست ولی بسیار باهوش و با فراست است. او در میان خدمه حضور دارد و مباشر مستر ایمون است. او به جای ایمون به آن سوی دیوار مسافرت می‌کند و عاشق گیلی، یکی از دختر-همسران کراستر می‌شود. در ادامه او «دراگون گلاسِ» (شیشهٔ اژدها) اُبسیدیَن را پیدا می‌کند و در پایان فصل دو او شاهد پیشروی شمار زیادی از ارتش وایت واکرهاست که به فیست انسان‌های نخستین (نام محلی در آنسوی دیوار که توسط انسانهای نخستین ساخته شده‌است) می‌روند. |                                            |                                                                       |               |                             |             |                |
| |                                            |                                                                       |               |                             |             |                |
| سندور کلگین | Sandor Clegane /ˈsændɔr klɨˈɡeɪn/          | روری مک‌کین                                                            | ۱–۸           | –                           | ؟           | مرده           |
| سَندور کلگِین، ملقب به «هوند» (یعنی سگ شکاری) برادر کوچکتر سِر گرِگور کلگِین و از همراهان و ملازمین خاندان لنیستر و همچنین نگهبان شخصی جافری براتیون است. سمت راست چهره‌اش به دلیل خشم برادرش در گذشته به شکل زشتی سوخته‌است. او کم‌حرف و بی‌رحم است با این وجود فرد دلسوزی است. او پس گرفتار شدن سانسا، نزد لنیسترها از او حفاظت می‌کند. پس از شاه‌شدن جافری، او یکی از اعضای گارد سلطنتی می‌شود. گرچه او هنوز به جافری وفادار است ولی پیاپی از سانسا در برابر تلاش‌های جافری در سو استفادهٔ روحی و جسمی از او دفاع می‌کند. در خلال محاصرهٔ پایتخت او مغلوب احساس ترسش در برابر آتش می‌شود و میدان نبرد را ترک می‌کند و جافری را تنها می‌گذارد. او پیش از گریختن از شهر از سانسا می‌خواهد تا با او فرار کند. سانسا درخواست او را رد می‌کند اما می‌فهمد که سندور از میدان نبرد ترسیده و گریخته‌است. |                                            |                                                                       |               |                             |             |                |
| |                                            |                                                                       |               |                             |             |                |
| گرگور کلگین | Gregor Clegane /ɡɹəˈɡɔ(ɹ) klɨˈɡeɪn/        | کونن استیونز (فصل ۱) ایان وایت (فصل ۲) هافثور یولی‌یش پی‌یرشون (فصل ۴-) | ۱–۸ (به جز ۳) | –                           | ؟           | مرده           |
| «سر گرگور کِلِگین» با لقب «کوهی که سوار بر اسب است» یا «کوهِ سوارکار»، یک شوالیهٔ غول‌پیکر و برادر بزرگتر «سَندور کِلِگین» است. وی خویی خشن دارد و نمی‌تواند اعصابش را کنترل کند. هیکل درشت و قدرت بی‌اندازه‌اش، از او جنگجویی مهیب ساخته‌است که به خشونت و وحشی‌گری شهرت یافته‌است. او می‌تواند شمشیرهای سنگین و بزرگی را که برای حمل و استفاده با دو دست طراحی شده‌است را تنها با یک دست، حمل و استفاده کند. در دوران کودکی، او صورت برادرش سندور را با سنگدلیِ تمام، به یک منقلِ آتش چسباند که جایِ سوختگی و زخمش، برای همیشه باقی ماند. در فصل اول سریال، «تایوین لنیستر» (فرماندهٔ کسرلی راک) وی را برای حمله به «ریورلند» فرستاد. سپس «بریک داندریون» مأمور شد تا او را دستگیر کند. با آغاز نبرد، «سِر گرگور»، فرماندهٔ پیش‌قراولان «تایوین لنیستر» و فرماندهٔ بخش باختری سپاه او شد و از طریق ارعاب و تهدید، سپاه خود را رهبری کرد. در فصل دوم سریال، در غیاب «تایوین لنیستر»، او فرماندهی «هارن‌هال» را به عهده گرفته و مقرر شد تا اعضای «انجمن اخوت بی‌پرچم» را یافته و تار و مار کند که مسئول فرارِ «آریا»، «گندری» و «هات پای» بودند. او بعدها پس از کشتار زندانیان، قلعه را ترک کرد و در «استون میل» از «ادمور تالی» شکست خورد، اما موفق شد به «وسترلند» بگریزد. «راب» هم داییِ خود را سرزنش کرد که قصدش، کشاندنِ «سِر گرگور» به تلهٔ خودساخته و دستگیری و کشتن او بود. در فصل چهارم، سرسی لنیستر او را به عنوان قهرمان خود برمی‌گزیدند تا با جنگجوی برگزیدهٔ تیریون لنیستر، یعنی «اوبرین مارتل»، در یک نبرد تن‌به‌تن، شرکت کند. «اوبرین مارتل» برای نبرد با «سِر گرگور» یک دلیل شخصی داشت و آن هم گرفتنِ انتقام قتل غیرضروری خواهرش «اِلا مارتل تارگِرین» بود. با آغاز نبرد، اوبرین موفق می‌شود تا با خنجر آغشته به سم خود، چندین زخم کاری به «سِر گرگور» وارد کند، اما در نهایت «سِر گرگور» ضمن اعتراف به اینکه به «اِلا» تجاوزِ به‌عنف کرده و کودکانش را به‌قتل رسانده و از همهٔ این اعمال هم لذت برده، با فشردن کلهٔ اوبرین، جمجمهٔ او را له کرد و وی را می‌کشد و خودش هم بر اثر جراحات وارده، نقش بر زمین می‌شود. کمی بعد مشخص می‌شود که اوبرین خنجرش را به «زهرِ مانتیکور» آغشته کرده بود و این سم، اندک‌اندک مرگِ او را به‌همراه خواهد داشت. سرسی لنیستر از حکیمِ پیشین قصر، «کیبرن»، می‌خواهد که جان او را به هر قیمت که هست، نجات دهد. کیبرن به سرسی می‌گوید که این کار امکان‌پذیر است، اما در جریان مراحل درمان، احتمال دارد که «سِر گرگور» به‌کلی تغییر کند. سرانجام مراحل احیا و درمان به‌خوبی پیش می‌رود و «سِر گرگور» نجات می‌یابد و به عنوان محافظ شخصیِ سرسی، دوباره مشغول به خدمت‌گزاری می‌شود؛ اما هم از لحاظِ بدنی و هم از لحاظِ رفتاری، تغییر یافته‌است. |                                            |                                                                       |               |                             |             |                |
| |                                            |                                                                       |               |                             |             |                |
| مارجری تایرل |                                            | ناتالی دورمر                                                          | ۲–۶           | -                           | ؟           | مرده           |
| مارجری تایرل تنها دختر لرد مِیس تایرل است که به تازگی با برادر شاه رابرت، رنلی براتیون در راستای پشتیبانی خاندان تایرل از تلاش رنلی در به دست آوردن پادشاهی ازدواج کرده‌است. او در سن بیست سالگی به طرز شگفت‌آوری زیرک و حیله‌گر است. او از گرایش‌های جنسی شوهرش آگاه است اما به این موضوع اهمیت نمی‌دهد به خاطر اینکه از او حمایت می‌کند و با کمال میل می‌خواهد به رنلی کمک کند تا بتواند باردار شود و اتحاد بین او خاندان مستحکم گردد. هنگامی که رنلی کشته می‌شود، تایرل‌ها با لنیسترها متحد می‌شوند و در این راستا او با شاه جافری ازدواج می‌کند. |                                            |                                                                       |               |                             |             |                |
| |                                            |                                                                       |               |                             |             |                |
| استنیس براتیون | Stannis Baratheon /ˈstænɨs bəˈræθɪɒn/      | استیون دیلین                                                          | ۲–۵           | -                           | ؟           | مرده           |
| استنیس براتیون، فرمانده دراگونستون و برادر کوچک رابرت است. مردی اندیشه‌ور و جدی که با حس عدالت و دادخواهی شدید و راسخش شناخته می‌شود. پس از مرگ رابرت، ند نامه‌ای به او می‌فرستد با این درون مایه که او وارث قانونی تخت آهنین است. پس از این که برادرزاده‌اش، جافری پادشاه می‌شود، او مدعی دیگری برای تخت آهنین می‌گردد. در فصل دوم او تحت تأثیر یک زن کشیش «رلور» به نام ملیساندره قرار می‌گیرد. پس از مرگ رابرت، استنیس مدعی می‌شود که وارث قانونی تخت آهنین است زیرا فرزندان سرسی حرامزاده هستند و فرزندان قانونی شاه پیشین نیستند و خود را پادشاه هفت اقلیم می‌نامد. با این وجود بیشتر فرماندهان و پرچم داران او از ادعای رنلی برادر استنیس که شخصیتی فرهمند (کاریزماتیک) است پشتیبانی می‌کنند. هنگامی که رنلی به‌طور اسرارآمیزی کشته می‌شود بسیاری از هواداران و فرماندهان جنگی او با استنیس متحد می‌شوند. سپس او با ناوگانی از کشتی‌ها به خلیج بلک‌واتر در آبهای پایتخت حمله می‌کند. اما با نقشهٔ تیریین در استفاده از آتش سوزاننده (وایلدفایر) و تقویت نیروهای دشمن توسط لنیسترها و سواره نظام تایرل، او شکست می‌خورد. اما با وجود این شکست او توسط ملیساندره برای ادامهٔ مبارزه متقاعد می‌شود. در نهایت او در نبردی نابرابر با نیروهای رمزی بولتون شکست خورده و توسط برین تارث به قتل می‌رسد. |                                            |                                                                       |               |                             |             |                |
| |                                            |                                                                       |               |                             |             |                |
| ملیساندره | Melisandre /ˈmɛlɨsaʊndreɪ/                 | کاریس فن هاوتن                                                        | ۲–۸           | -                           | ؟           | مرده           |
| ملیساندره یک کشیش زن پیرو رلور و در خدمت استنیس براتیون است. او قدرت پیشگویی دارد و از پاره از رویدادهای آینده آگاهی می‌یابد. برخلاف بسیاری از مردم وستروس که به دستیابی به پیشگویی باور دارند، او بر تفسیر خود از پیشگویی ایمان مطلق دارد. ملیساندره بر این باور است که استنیس همان شخصی برگزیده‌ای است که مردم وستروس را به دین رلور هدایت می‌کند. او این باور خود را با شیوه‌های گوناگون از جمله اغواء کردن استنیس به او می‌قبولاند. برجسته‌ترین مشاور معتمد استنیس، داووس سی‌ورث، بر این باور است که ملیساندره پادشاهی آن‌ها را به بیراهه می‌کشاند. ملیساندره از قدرت‌های جادویی برخوردار است که جان او را در برابر تلاش مایستر کریسین برای کشتنش نجات می‌دهد. او همچنین توانایی زادن یک دیو سایه را دارد که آن را برای کشتن رنلی براتیون می‌فرستد. |                                            |                                                                       |               |                             |             |                |
| |                                            |                                                                       |               |                             |             |                |
| جور مورمنت | Jeor Mormont /ˈdʒɪər ˈmɔrmənt/             | جیمز کازمو                                                            | ۲–۳           | ۱                           | ۱۲          | مرده           |
| جور مورمنت ۹۹۷اُمین لرد فرماندهٔ نگهبانی شب است و از پسرش جورا دلسرد شده‌است. او سرزمینش را برای خدمت در نگهبانی شب رها کرده‌است. پسرش مایهٔ شرم خاندانشان است و این موضوع بار سنگینی بر دوش اوست. او شخصاً جان اسنو را به عنوان مباشرش درخواست می‌کند و به او شمشیر خانوادگیشان را به نام «لانگکلاو» می‌دهد. او برای تحقیق در مورد بازگشت وایت واکرها، ناپدید شدن برخی از سربازان و شایعه‌ها در مورد ارتش وحشی‌ها گروهی را به آن سوی دیوار می‌فرستد. وی طی شورش گروهی از نگهبانان شب به قتل رسید. |                                            |                                                                       |               |                             |             |                |
| |                                            |                                                                       |               |                             |             |                |
| شی |                                            | سیبل ککیلی                                                            | ۲–۴           | ۱                           | ۱۹          | مرده           |
| شِی روسپی جوانی است که تیریین لنیستر به طرز خاصی به او علاقه‌مند می‌شود. او اهل لوراث، یکی از «شهرهای آزاد» آنسوی دریای ناروو است. تیریین عاشق او می‌شود و برای پنهان کردن او از پدرش او را به عنوان مستخدم سانسا قرار می‌دهد. شِی تنها کسی است که سانسا به او اعتماد دارد و به او در مورد مشکلاتش می‌گوید. در دادگاه تیریون، شی علیه او شهادت می‌دهد. مدتی بعد تیریون پی می‌برد که شی با پدرش رابطه داشته و طی یک درگیری او را به قتل می‌رساند. |                                            |                                                                       |               |                             |             |                |
| |                                            |                                                                       |               |                             |             |                |
| بران |                                            | جروم فلین                                                             | ۲–۸           | ۱                           | ۲۰          | زنده           |
| بران جنگجویی شوخ و ملازم و همراه تیریین لنیستر است. پس از ورود این دو به پایتخت، خدمات بران به تیریین باعث اعطای مقام فرماندهی نگهبانی شهر به او می‌شود. او همان کسی است که پس از حملهٔ استنیس براتیون و ناوگانش به خلیج بلک‌واتر، یک تیرآتش به کشتی حاوی مواد سوزاننده شلیک می‌کند و در پی انفجار آن نیمی از ناوگان دشمن نابود می‌شود. اما پس از اینکه تایوین لنیستر مشاور عالی پادشاه می‌شود، او از مقامش عزل می‌گردد. |                                            |                                                                       |               |                             |             |                |
| |                                            |                                                                       |               |                             |             |                |
| راب استارک | Robb Stark /ˈrɒb ˈstɑrk/                   | ریچارد مادن                                                           | ۱–۳           | –                           | ۲۱          | مرده           |
| راب استارک بزرگ‌ترین فرزند ادارد و کتلین استارک و وارث وینترفل است. گرگ او گرِی ویند نامیده می‌شود. پس اینکه پدر راب به خاطر خیانت دستگیر می‌شود راب با لنیسترها وارد جنگ می‌شود. او فرماندهانش را برای جنگ با خاندان لنیستر فرا می‌خواند و به ریورلندس لشکرکشی می‌کند. سرانجام عبور از رودخانه‌ای در تووینس راهبردی و ضروری می‌شود. برای به دست آوردن مجوز عبور از رودخانه، راب با شرط ازدواج با یکی از دختران والدر فرِی، فرمانده تووینس موافقت می‌کند. راب جنگ را رهبری می‌کند و موفق به اسیر کردن جیمی لنیستر می‌شود. پس از اعدام ند، نورث و ریورلندس از پادشاهی هفت اقلیم اعلام استقلال می‌کنند و راب را به عنوان پادشاه جدیدشان، پادشاه نورث، معرفی می‌کنند. در فصل دوم او در نبردهای پیاپی پیروز می‌شود و لقب «یانگ وولف» (گرگ جوان) را به دست می‌آورد. با این حال او احساس می‌کند که جنبه‌های سیاسی جنگ را به سود خود تقویت نکرده‌است. او به امید برقراری اتحاد با بالون گریجوی (پدر ثیون)، ثیون را به آیرون آیلندس می‌فرستد. راب به عنوان پادشاه نورث در صورت حمایت گریجوی استقلال آیرن آیلندس را به رسمیت خواهد شناخت. راب مادرش کتلین را هم برای معامله با رنلی براتیون و استنیس براتیون که هر دو برای پادشاهی می‌جنگند؛ می‌فرستد. هر دو فرستاده شکست می‌خورند و بالون ترتیب حمله‌ای به نورث را می‌دهد. در این میان راب عاشق طبیبی اهل ولنتیس به نام تالیسا مایگیر می‌شود. راب با وجود اعتراض مادرش قرارش را با فری زیر پا می‌گذارد و در پایان فصل دوم با تالیسا ازدواج می‌کند. این کار خشم والدر فری را برمی‌انگیزد و با ترتیب دادن یک مهمانی نمایشی، راب استارک و مادرش کتلین و همچنین اکثر افراد وفادار به خاندان استارک را قتل‌عام می‌کند. |                                            |                                                                       |               |                             |             |                |
| |                                            |                                                                       |               |                             |             |                |
| |                                            |                                                                       |               |                             |             |                |
| کتلین استارک | Catelyn Stark /ˈkætlɨn ˈstɑrk/             | میشل فرلی                                                             | ۱–۳           | –                           | ۲۵          | مرده           |
| کتلین استارک، بانوی وینترفل، همسر لُرد ادارد استارک می‌باشد. او دختر بانوی ریورلندس و خواهر بزرگتر لایسا آرین (بانوی وِیل و اِیری) است. پس از اینکه گمان می‌رود لنیسترها مسئول توطئه چینی برای کشتن بران استارک هستند، کتلین استارک به مقر فرمانروایی می‌رود تا به ند استارک در این مورد هشدار دهد. در راه بازگشت به صورت اتفاقی با تیریین لنیستر روبرو می‌شود. او تصمیم می‌گیرد تا تیریین لنیستر را اسیر کند چون فکر می‌کند که تیریین در توطئهٔ قتل پسرش نقش دارد؛ در حالی که تیریین لنیستر در این موضوع کاملاً بی گناه است. کاتلین او را به خواهرش، لایسا آرین، تحویل می‌دهد تا عدالت در مورد تیریین اجرا شود ولی این چنین نمی‌شود زیرا تیریین پس از یک محاکمه با اجرای یک مبارزه آزاد می‌شود. پس از این که همسر کتلین، ادارد استارک دستگیر می‌شود، راب پسر بزرگشان برای رهایی پدرش وارد جنگ می‌شود و کتلین به پسرش می‌پیوندد. به محض شنیدن این خبر که ادارد استارک (شوهر کتلین) به دستور شاه جافری اعدام شده‌است؛ کتلین به پسرش راب قول می‌دهد که لنیسترها بهای این کارشان را با خونشان پرداخت خواهند کرد. در فصل دوم، کتلین به پسرش در شورش علیه لنیسترها با راهنمایی او و تلاش برای برقراری پیمان‌های دوستی بر ضد لنیسترها کمک می‌کند. در طول تلاش‌ها برای بستن یکی از این پیمان‌ها با رنلی براتیون، یکی دیگر از مدعیان تخت آهنین، کتلین پس از به قتل رسیدن رنلی، برینِ تارث را به عنوان یک سرباز به خدمت می‌گیرد. وی و پسرش راب در اپیزود عروسی خونین به دستور والدر فری به قتل رسیدند. |                                            |                                                                       |               |                             |             |                |
| |                                            |                                                                       |               |                             |             |                |
| ادارد استارک | /ˈɛdə(ɹ)d ˈstɑ(ɹ)k/                        | شان بین                                                               | ۱             | –                           | ۱۰          | مرده           |
| ادارد «ند» استارک، لرد وینترفل و فرماندار شمال بعد از مرگ لرد جان آرین به عنوان مشاور اعظم شاه انتخاب می‌شود. او به شهامت و عدالتش شناخته می‌شود. او همراه شورش شاه رابرت پس از دزدیده شدن خواهرش لیانا توسط شاهزاده ریگار تارگریان بود. وقتی مادر و پدر او برای آرادی خواهرش به جنوب رفتند، «شاه دیوانه» آن‌ها را زنده در آتش سوزاند. ند و رابرت برثیان رهبری شورشیان را بر عهده داشتند که منجر به پادشاهی رابرت شد. او در پایان فصل اول به دستور جافری براتیون اعدام شد. |                                            |                                                                       |               |                             |             |                |
| |                                            |                                                                       |               |                             |             |                |
| رابرت براتیون | /ˈɹɒbə(ɹ)t bəˈɹæθɪɒn/                      | مارک ادی                                                              | ۱             | –                           | ۷           | مرده           |
| رابرت براتیون پس از رهبری یک شورش علیه ایریس دوم تارگرین، پادشاه هفت پادشاهی شد. رابرت که پیشتر یک جنگجوی سرسخت بود، با خواهر ند، لیانا نامزد شد و او را عمیقاً دوست داشت. کمی بعد لیانا او توسط ریگار تارگرین ربوده شد و پدر و برادر ند برای بازپس‌گیری او به شاه‌نشین رفتند، اما در آنجا کشته شدند. بدین ترتیب رابرت و ند کاری را آغاز کردند که به شورش رابرت معروف شد، در نتیجه تارگرین‌ها همگی سلاخی شدند یا از پادشاهی‌ها بیرون رانده شدند. از آنجایی که خانواده رابرت روابط نزدیک‌تری با خانواده سلطنتی سابق داشتند، رابرت را بر تخت آهنین نشاند. حالا رابرت چاق و تیره‌روز شده‌است. او دیگر جنگی برای جنگیدن ندارد، توسط توطئه‌گران و دسیسه‌بازان محاصره شده و در یک ازدواج سیاسی با سرسی لنیستر مکار، که هرگز عاشقش نبوده‌است، گرفتار شده‌است. او نمی‌داند که هیچ‌یک از سه فرزندش متعلق به او نیستند و فرزندان جیمی لنیستر هستند. قلمرو تحت سلطنت او ورشکست شده‌است و رابرت عمیقاً به خانواده همسرش بدهکار است. او که در حین شکار کشته شد، ندانسته وارث قانونی از خود بر جای نمی‌گذارد. |                                            |                                                                       |               |                             |             |                |
| |                                            |                                                                       |               |                             |             |                |
| ویسریس تارگرین | /vɪˈsɛəɹɨs tɑ(ɹ)ˈɡɛərɪən/                  | هری لوید                                                              | ۱             | –                           | ۵           | مرده           |
| ویسریس تارگرین شاهزاده تبعیدی و وارث دودمان تارگرین است. به دلیل جستجوی ارتشی برای بازپس‌گیری تاج و تختش به «شاه گدا» معروف است. او خودشیفته، مغرور و خودمحور است و فقط به خودش اهمیت می‌دهد و به دیگران به خصوص به خواهرش دنریس نگاه بالا به پایین دارد. ویسریس در ازای ارتشی برای کمک به بازپس‌گیری تخت آهنین، خواهر خود را به ازدواج کال دروگو، فرمانده جنگ‌سالار قدرتمند دوتراکی درمی‌آورد و سفر گروه را به پایتخت دوتراکی دنبال می‌کند تا مطمئن شود که دروگو تا پایان کار بر سر معامله خود هست. اما همان‌طور که آن‌ها به سفر ادامه می‌دهند، مشخص می‌شود که ویسریس مهارت‌های رهبری برای بازپس‌گیری تاج‌وتخت را ندارد؛ چرا که غرور و بی‌احترامی او به دوتراکی‌ها دل هیچ‌یک را جلب نکرد. افزون بر این، دنریس، که او همیشه در طول زندگیش او را تهدید کرده‌است، شروع به ایستادن در برابر او می‌کند. ویسریس با درک اینکه دوتراکی‌ها دنریس را دوست دارند و طبق پیشگویی‌ها پسر متولدنشده او و دروگو است که جهان را متحد می‌کند، متوجه می‌شود که این او نیست و بلکه دنریس است که تخت آهنین را پس می‌گیرد. او در حالتی خشمگین و مست، دروگو را تهدید می‌کند که اکنون ارتش خود را به او می‌دهد وگرنه پسر متولدنشده‌اش را خواهد کشت. دروگو به اندازه کافی از رفتار او کلافه بود و ویسریس را با دادن «تاج طلایی» به او می‌کشد. او طلای آب‌شده را روی سرش ریخت. |                                            |                                                                       |               |                             |             |                |
| |                                            |                                                                       |               |                             |             |                |
| کال دروگو | [ˈxal ˈdɾoɡo]                              | جیسون موموآ                                                           | ۱             | ۲                           | ۱۰          | مرده           |
| کال دروگو پادشاه مردمان دوتراکی است. او به خاطر ترتیبی که برادر دنریس، ویسریس تارگرین می‌دهد با او ازدواج می‌کند. او در میدان نبرد شکست ناپذیر است. ویسریس توسط مجیتسر ایلیرو تحریک می‌شود تا برای به دست آوردن ارتش کال دروگو خواهر خود را به ازدواج او درآورد. هر چند که دنیریس از این ازدواج ناخشنود است، دروگو تلاش می‌کند تا یک همسر با احساس برای او باشد هرچند که با افراد خودش با خشونت برخورد می‌کند. بعد از شکست خوردن مأموریت مسموم کردن دنیریس، او قسم می‌خورد تا از ارتشش برای به دست آوردن قلم رو پادشاهی دنیریس استفاده کند، ولی ویسریس با جسارت تمام می‌خواهد که دروگو را بکشد. دروگو سهم ویسریس را به عنوان برادر همسرش در نظر می‌گیرد، ولی قبل از این کار در یک جنگ توسط شمشیر یک دشمن زخمی می‌شود. زخم چرک کرده و دروگو توانش را برای راندن اسب از دست می‌دهد؛ و بسیاری از سربازان قبیله اش رو را ترک می‌کنند، دنریس جادوگری را به خدمت می‌گیرد تا او را که در حال مرگ است نجات دهد اما ناخواسته جادوگر فرزند دنریس که در آن موقع او را حامله بود، قربانی می‌کند تا کال دروگو را نجات دهد اما کال دروگو موفق به بازگشت به زندگی نمی‌شود. دنریس تصمیم می‌گیرد که جنازه او را همراه با تخم‌های اژدهایی که به او هدیه داده بود بسوزاند و خود را نیز به همراه آن جادوگر قربانی کند اما پس سوخته شدن جنازه دروگو و جادو گر دنریس نمی‌سوزد و از آن تخم‌ها سه بچه اژدها بیرون می‌آید. اژدهای موردعلاقه دنریس و بزرگ‌ترین آن‌ها دراگون نام دارد. |                                            |                                                                       |               |                             |             |                |

## جانوران

### دایرولف‌ها
دایرولف یک گونه سگ‌سان نزدیک به گرگ است که از آن بسیار بزرگتر و قوی‌تر است.
تصور می‌شود که آن‌ها در جنوب دیوار منقرض شده‌اند، شش توله دایرولف یتیم توسط راب استارک و جان اسنو در فصل اول پیدا می‌شوند و میان شش کودک استارک به عنوان حیوان خانگی توزیع می‌شوند. این شش دایرولف گوست (جان)، گری ویند (راب)، لیدی (سانسا)، نیمریا (آریا)، سامر (برن) و شگی‌داگ (ریکون) نام دارند که فقط دو تا از آن‌ها (گوست و نیمریا) در پایان سریال زنده می‌مانند.

### اژدهایان
- دروگون یکی از سه اژدهای دنریس که سیاه‌رنگ است. دروگون که به وضوح بزرگ‌ترین و محبوب‌ترین اژدهای دنریس است که نامش از نام کال دروگو، همسر فقیدش، گرفته شده‌است. در طول فصل‌های ۲ و ۳، دروگون به دنریس وفادار است، اما در فصل ۴، هنگامی که او سعی می‌کند مانع از آسیب رساندن به اژدهایان دیگر بر سر غذا شود، بر صورت او غرش می‌کند، که باعث می‌شود او متوجه شود که ممکن است کنترل اژدهایش را از دست بدهد. دنریس در میرین دو شکایت از شهروندان خلیج برده‌داران دربارهٔ رفتار دروگون دریافت می‌کند، یکی از آن‌ها چوپانی است که دروگون گله گوسفندانش را به آتش کشیده‌است و دومی کشاورزی است که دروگون دختر سه ساله‌اش را کشته‌است. اگرچه دروگون پیش از دستگیری ناپدید می‌شود، اما دنریس را از یک کمین در گودال دازناک نجات می‌دهد و با او روی پشتش پرواز می‌کند، اگرچه در این روند توسط پسران هارپی زخمی می‌شود. او بعداً در دریای چمن بزرگ فرود می‌آید، جایی که دنریس توسط دوتراکی‌ها اسیر می‌شود. دراگون سرانجام به او و برادرانش ملحق می‌شود و در نهایت به سمت وستروس حرکت می‌کنند. هنگامی که دروگون بدن بی‌جان دنریس را کشف می‌کند، غرق در خشم و اندوه می‌شود و متوجه می‌شود که چگونه عقده مادرش نسبت به تخت آهنین او را به مرگ کشانده‌است. دروگون سپس تخت آهنین را تا جایی که چیزی جز گودالی از سرباره مذاب از آن نماند، با آتشش سوزاند. سپس جسد دنریس را در چنگال‌هایش می‌گیرد و با آن از دریای باریک عبور می‌کند.
- ریگال دیگر اژدهای دنریس و سبزرنگ بود. نام او از برادر متوفی دنریس، ریگار تارگرین گرفته شده‌است. وقتی دنریس شروع به از دست دادن کنترل بر اژدهایانش می‌کند، ریگال و ویسریون را در دخمه‌های زیر میرین حبس می‌کند. او بعداً به ملاقات آن‌ها می‌رود، اما آن‌ها سعی می‌کنند به او حمله کنند و او را مجبور به فرار می‌کنند. ریگال پس از آزاد شدن توسط تیریون، به وستروس پرواز می‌کند و جان اسنو بعداً در طول نبرد وینترفل سوار او می‌شود. ریگال در نهایت توسط ناوگان یورون گریجوی زمانی که دنریس برای حمله نهایی به سربازان سرسی به شاه‌نشین نزدیک می‌شود، کشته می‌شود.
- ویسریون یکی از سه اژدهای دنریس و زردرنگ بود. نام او از برادر متوفی دنریس، ویسریس تارگرین گرفته شده‌است. او به همراه ریگال در دخمه‌های زیر میرین به دستو دنریس حبس شد. دنریس بعداً به ملاقات آن‌ها می‌رود، اما آن‌ها سعی می‌کنند به او حمله کنند و او را مجبور به فرار می‌کنند. ویسریون در جریان نبرد با وایت واکرهای آن سوی دیوار با نیزه یخی کشته شد، اما توسط پادشاه شب زنده شد. ویسریون در حالی که پادشاه شب بر پشتش سوار است، آتش آبی را بر دیوار می‌دمد که باعث متلاشی شدن آن می‌شود. پس از نبرد وینترفل، بدن ویسریون پس از کشتن پادشاه شب، به شکل اسکلتی فرو ریخت.

## پیوندها به بیرون
- وبگاه اصلی